# قلعه خشتی گیلوان
قلعه خشتی خللر گیلوان در روستای خللر گیلوان از توابع بخش شاهرود در ۶۵ کیلومتری جنوب شهرستان خلخال در استان اردبیل واقع میباشد.بنای ساخت این قلعه  متعلق به دوره هخامنشیان و در زمینی به مساحت ۶ هکتار ساخته شده است.پلان این قلعه بصورت مستطیلی شکل با طول  ۱۰۵ متر ، عرض  ۶۶ متر و ارتفاع دیوارهای قلعه ۵ متر است . ارتفاع این قلعه از سطح دریا ۱۴۵۰ متر است.علت نامگذاری این قلعه استفاده از خشت در ساخت آن می باشد .پی این قلعه از سنگ می باشد.ابعاد این خشت ها دارای طول ۲۶ سانتی متر، عرض ۲۱ سانتی متر و ارتفاع ۷ سانتی متر است.بر اساس عقیده کارشناسان کاربرد این قلعه مراقبت از جاده و کاروان هایی است که از گیلان به طرف آذربایجان می رفتند ، بوده است.
روستای خللر از شهرستان خلخال به لحاظ  بقایای گورستان باستانی مقارن با عصر مفرغ می‌باشد.

## قلعه خشتی روستای تاریخی خللر گیلوان.

قلعه خشتی خللرگیلوان در شهرستان خلخال دوره هخامنشیانقلعه خشتی خللرگیلوان در شهرستان خلخال دوره هخامنشیان
قلعه خشتی خللرگیلوان در شهرستان خلخال دوره هخامنشیانقلعه خشتی خللرگیلوان در شهرستان خلخال دوره هخامنشیان
قلعه خشتی خللردر شهرستان خلخال دوره هخامنشیانقلعه خشتی خللردر شهرستان خلخال دوره هخامنشیان
قلعه خشتی خللرگیلوان در شهرستان خلخال دوره هخامنشیانقلعه خشتی خللرگیلوان در شهرستان خلخال دوره هخامنشیان